# Província de Xauen
La província de Xauen (en àrab إقليم شفشاون, iqlīm Xifxāwan; en amazic ⵜⴰⵙⴳⴰ ⵏ ⴰⵞⵞⴰⵡⵏ, tasga n Accawn) és una de les províncies del Marroc, fins 2015 part de la regió de Tànger-Tetuan i actualment de la nova regió de Tànger-Tetuan-Al Hoceima. Té una superfície de 4.350 km² i 524.602 habitants censats en 2004. La capital és Xauen. Limit al nord-oest amb la província de Tetuan, al nord-est amb la Mediterrània, a l'est amb la província d'Al Hoceima, al sud-est amb la província de Taounate, al sud-oest amb la província d'Ouezzane i a l'oest amb la província de Larraix.

## Divisió administrativa
La província de Chefchaouen consta de 1 municipis i 32 comunes:
| Nom               | Codi geogràfic | Tipus        | Habitatges | Població | Estrangers | Locals | Notes                                                                                       |
| ----------------- | -------------- | ------------ | ---------- | -------- | ---------- | ------ | ------------------------------------------------------------------------------------------- |
| Xauen             | 151.01.01.     | Municipi     | 7739       | 35709    | 58         | 35651  |                                                                                             |
| Amtar             | 151.03.01.     | Comuna rural | 1459       | 10038    | 0          | 10038  |                                                                                             |
| Bab Berred        | 151.03.03.     | Comuna rural | 3879       | 23239    | 0          | 23239  | 5043 residents viuen al centre, anomenat Bab Berred; 18196 residents viuen en zones rurals. |
| Bni Ahmed Cherqia | 151.03.05.     | Comuna rural | 2021       | 10365    | 1          | 10364  |                                                                                             |
| Bni Ahmed Gharbia | 151.03.07.     | Comuna rural | 2286       | 12923    | 1          | 12922  |                                                                                             |
| Bni Rzine         | 151.03.09.     | Comuna rural | 2630       | 19585    | 0          | 19585  |                                                                                             |
| Bni Smih          | 151.03.11.     | Comuna rural | 2109       | 15577    | 0          | 15577  |                                                                                             |
| Iounane           | 151.03.13.     | Comuna rural | 3085       | 23132    | 0          | 23132  |                                                                                             |
| Mansoura          | 151.03.15.     | Comuna rural | 2664       | 16559    | 0          | 16559  |                                                                                             |
| M'Tioua           | 151.03.17.     | Comuna rural | 1867       | 12076    | 0          | 12076  | 2984 residents viuen al centre, anomenat Jebha; 9092 residents viuen en zones rurals.       |
| Ouaouzgane        | 151.03.19.     | Comuna rural | 2279       | 16075    | 0          | 16075  |                                                                                             |
| Oued Malha        | 151.03.21.     | Comuna rural | 1974       | 12088    | 0          | 12088  |                                                                                             |
| Tamorot           | 151.03.23.     | Comuna rural | 3581       | 24541    | 0          | 24541  |                                                                                             |
| Bab Taza          | 151.05.01.     | Comuna rural | 4544       | 28549    | 0          | 28549  | 4006 residents viuen al centre, anomenat Bab Taza; 24543 residents viuen en zones rurals.   |
| Bni Darkoul       | 151.05.03.     | Comuna rural | 1888       | 11706    | 0          | 11706  |                                                                                             |
| Bni Faghloum      | 151.05.05.     | Comuna rural | 1603       | 9951     | 0          | 9951   |                                                                                             |
| Bni Salah         | 151.05.07.     | Comuna rural | 1384       | 9662     | 0          | 9662   |                                                                                             |
| Derdara           | 151.05.09.     | Comuna rural | 1644       | 10762    | 0          | 10762  |                                                                                             |
| Fifi              | 151.05.11.     | Comuna rural | 1312       | 7720     | 0          | 7720   |                                                                                             |
| Laghdir           | 151.05.13.     | Comuna rural | 1278       | 7077     | 0          | 7077   |                                                                                             |
| Tanaqoub          | 151.05.15.     | Comuna rural | 1157       | 7219     | 0          | 7219   |                                                                                             |
| Bni Bouzra        | 151.07.01.     | Comuna rural | 2245       | 15254    | 0          | 15254  |                                                                                             |
| Bni Mansour       | 151.07.03.     | Comuna rural | 2468       | 18542    | 0          | 18542  |                                                                                             |
| Bni Selmane       | 151.07.05.     | Comuna rural | 3090       | 23396    | 0          | 23396  |                                                                                             |
| Steha             | 151.07.07.     | Comuna rural | 1695       | 10637    | 0          | 10637  |                                                                                             |
| Talambote         | 151.07.09.     | Comuna rural | 1465       | 10659    | 0          | 10659  |                                                                                             |
| Tassift           | 151.07.11.     | Comuna rural | 1193       | 8139     | 0          | 8139   |                                                                                             |
| Tizgane           | 151.07.13.     | Comuna rural | 1883       | 11711    | 1          | 11710  |                                                                                             |